# Gustavo Uzielli
Gustavo Uzielli est un géologue, historien et scientifique italien né le 29 mai 1839 à Livourne en Toscane et décédé le 7 mars 1911 à Impruneta également en Toscane.

## Biographie
Gustavo Uzielli naît le 29 mai 1839 à Livourne en Toscane. Il étudie dans un lycée marseillais avant d'être diplômé de la Nouvelle université de Paris. Scientifique multidomaines et doté d'une curiosité insatiable tout en étant un patriote sincère, il enseigne la minéralogie et la géologie dans les universités de Modène, de Turin et de Parme. Il se porte volontaire en 1859 comme soldat d’artillerie. Officier sous les ordres de Giuseppe Garibaldi dans la Campagne de 1860, il combat lors de la bataille du Volturno, obtenant la médaille d'argent de la valeur militaire. Avec Garibaldi, il participe également à la campagne tyrolienne de 1866.
Le catalogue de ses écrits est très riche et varié. Passionné de minéralogie, il étudie également l'histoire de la géographie, notamment Paolo Toscanelli et Amerigo Vespucci. Il est également le rédacteur en chef de nombreuses publications scientifiques parmi lesquelles Le Bulletin de la Société géographie italienne, le Magazine géographique italien, le Bulletin du Comité royal géologique, le Bulletin du CAI, le Magazine italo-américain, Italie économique et le Bulletin de bibliographie et d'histoire des sciences mathématiques et physiques.
Il publie également des études et des mémoires sur Léonard de Vinci et sur d'autres thèmes de la Renaissance. Il ne fait pas que consacrer beaucoup de temps aux recherches sur Léonard de Vinci, mais avec Federico, Luigi et Roberto Martelli, il crée le Musée de Vinci et s'engage également dans la fondation d'une bibliothèque consacrée à de Vinci. La bibliothèque ne voit le jour que plusieurs années après sa mort en 1928, bénéficiant également du fonds Leonardo de la bibliothèque privée Uzielli que la municipalité avait acquise en 1911.
Beaucoup de ses écrits sont en fait des conférences ou sont publiés dans des actes de congrès. Il les signe parfois sous le pseudonyme de « Theosthenes ».
Il est l'ami et le confident de Diego Martelli et de certains peintres du mouvement des Macchiaioli. En 1876, il appelle Telemaco Signorini pour illustrer l'un de ses livres sur Léonard de Vinci et fait l'édition posthume des écrits du peintre et sculpteur Adriano Cecioni. Luisa Orsini Uzielli, sa petite-fille, est une élève de Telemaco Signorini. En 1902, le sculpteur Domenico Trentacoste exécute son portrait en médaille.

## Principales œuvres

### Sur Léonard de Vinci et Paolo Toscanelli
- (it) Ricerche intorno a Leonardo da Vinci, Florence-Rome, Salviucci, 1872-1884 (Service bibliothécaire national PUV0535194).
- (it) Leonardo da Vinci e tre gentildonne milanesi del secolo 15, Pignerol, Tip. sociale, 1890 (Service bibliothécaire national BVE0174499).
- (it) La vita e i tempi di Paolo Dal Pozzo: ricerche e studi, con un capitolo sui lavori astronomici del Toscanelli di Giovanni Celoria, Rome, di Forzani e C., 1894 (Service bibliothécaire national CUB0711765).
- (it) Ricordi in Firenze a Leonardo da Vinci e a Paolo Toscanelli: le armi della famiglia da Vinci e del comune di Vinci: un fratello di Leonardo Ianaiolo in Firenze e il suo confessionale, Florence, Stabilimento Tipografico Fiorentino, 1895 (Service bibliothécaire national CUB0630402).
- (it) Colloquio avvenuto in Firenze nel luglio 1459 fra gli ambasciatori del Portogallo e Paolo dal Pozzo Toscanelli, Rome, Société géographique italienne, 1898 (Service bibliothécaire national IEI0155055).

### Sur l'histoire de la géographie
- (it) Della grandezza della terra secondo Leon Battista Alberti, Rome, Société géographique italienne, 1892 (Service bibliothécaire national CUB0650345).
- (it) Amerigo Vespucci davanti alla critica storica, Florence, M. Ricci, 1899 (Service bibliothécaire national IEI0155400).
- (it) Le lettere di Amerigo Vespucci e altri documenti geografici del secolo delle scoperte secondo il Codice Riccardiano 1910 di Piero Vaglenti scrittore sincrono con le varianti dei testi manoscritti e a stampa, Florence, 1900 (Service bibliothécaire national PAV0039881).
- (it) The Catholic Encyclopedia, New York, The Encyclopedia Press, 1913 (Service bibliothécaire national IEI0125488).

### Autres œuvres historiques et scientifiques
- (it) Sui progressi della idrografia, topografia e geografia d'Italia, Rome, Barbera, 1873 (Service bibliothécaire national LO10873936).
- (it) Istruzioni di geografia e topografia per i viaggiatori, Rome, Barbera, 1876 (Service bibliothécaire national LO10744465).
- (it) Osservazioni sopra alcuni principi dell'idraulica teorico-pratica in relazione alle condizioni dei fiumi dell'alta italia: La laguna veneta, Florence, Succ. Le Monnier, 1885 (Service bibliothécaire national CUB0650356).
- (it) Sopra un cranio di coccodrillo trovato nel modenese, Ravenne, Alighieri di U. Leonardi, 1888 (Service bibliothécaire national CUB0650346).
- (it) Le misure lineari medioevali e l'effigie di Cristo, Florence, Bernardo Seeber, 1900 (Service bibliothécaire national CUB0650353).
- (it) Acque potabili di Firenze: acqua di sorgente o morte!, Florence, G. Nerbini, 1903 (Service bibliothécaire national CUB0650347).
- (it) Genova e Livorno porti europei: la direttissima Firenze-Bologna, Florence, Bernardo Seeber, 1906 (Service bibliothécaire national PUV0560568).
- (it) I terremoti calabro-siculi del 1908-1909, Florence, M. Ricci, 1909 (Service bibliothécaire national CSA0024341).
- (it) L'igiene della ginnastica, Florence, Libreria Claudiana, 1909 (Service bibliothécaire national LIA0844800).
- Sur l'application du sulfure de carbone à l'étouffement des chrysalides des vers à soie : la conservation et l'exploration des cocons : mémoire, Florence, Établissement J. Pellas (Service bibliothécaire national LO10568789).

### Littérature
- (it) Lodovico Ariosto e i suoi amori in Firenze, Florence, Alberto Lapi, 1905 (Service bibliothécaire national FER0174966).

### Œuvres politiques et humanitaires
- (it) Una questione di giustizia a proposito delle inondazioni del Veneto: lettera di Gustavo Uzielli prof. di mineralogia agli operai italiani, Rome, Forzani e C., 1882 (Service bibliothécaire national LIG0102422).
- (it) La scienza e il socialismo, Florence, Lito-tipografia Spinelli, 1901 (Service bibliothécaire national LO10024789).
- (it) Fondazione di un Istituto storico Internazionale pacifista, Milan, La Compositrice, 1911 (Service bibliothécaire national CUB0650348).

## Le Fonds Uzielli en Toscane
Les papiers et les documents imprimés concernant Gustavo Uzielli sont conservés principalement à Florence. La correspondance et les manuscrits qui composent le Fonds Uzielli de la bibliothèque nationale centrale de Florence sont donnés en 1914 par les exécuteurs testamentaires de Gustavo Uzielli. Ce fonds se compose de lettres et de manuscrits, en plus des livres et brochures imprimés et édités par l'auteur qui sont achetés par la bibliothèque en 1912. Des lettres de Gustavo Uzielli, dans d'autres collections de la bibliothèque, sont disponibles dans le catalogue de ses correspondances diverses.
Dans la bibliothèque Marucelliana de Florence, il y a des lettres de Gustavo Uzielli dans la collection Diego Martelli. Une autre collection imprimée se trouve à la bibliothèque Riccardiana et est spécifique à ses études sur la découverte de l'Amérique.
Les documents sur les campagnes militaires de Gustavo Uzielli se trouvent à la bibliothèque et aux archives du Risorgimento à Florence. Une collection vincentienne d'Uzielli d'environ trois cents publications, est conservée à la bibliothèque communale de Léonard de Vinci. D'autres documents, diplômes et médailles de Gustavo Uzielli sont conservés au musée Léonard de Vinci.